# Бухта Южная Глубокая
Бухта Ю́жная Глубо́кая — бухта западной части Олюторского залива в Беринговом море, находится на территории Олюторского района, на побережье полуострова Говена северо-восточного побережья Камчатского края.
В 1983 году Бухта Южная Глубокая была признана комплексным (ландшафтным) региональным памятником природного значения.

## Описание
Находится юго-западнее бухты Лаврова на расстоянии примерно 8,5 миль. Вдается вглубь полуострова Говена примерно на 3 мили. Представляет собой типичный фьорд, образованный вулканическим кратером, зажатый высокими и обрывистыми сопками Пылгинского хребта Корякского нагорья с выветрившимися скальными вершинами. Глубина достигает 65 метров.
Со склонов сопок текут ручьи (один низвергается красивыми водопадами) с отличной питьевой водой, которой бункеруются проходящие мимо суда.
В бухте замечены особи большого крохаля — очень крупной и красивой утки, занесённой в Красную книгу Камчатки и краснокнижных растений — эдельвейса камчатского и родиолы розовой («золотого корня»).

## История
Название бухте дал в 1885 году российский мореход и китобой Фридольф Гек во время плавания на шхуне «Сибирь». Определение «Южная» добавлено для отличия от похожей на неё бухты Глубокой, расположенной северо-восточнее мыса Олюторский.
На южном берегу бухты была построена рыбобаза № 1 Акционерного Камчатского общества, заготавливавшая треску, при базе возник посёлок Новоолюторка. Позднее бухта играла важную роль в промысле и переработке популярной в СССР олюторской сельди. Именно в бухте Южной Глубокой был проведён первый опыт промышленного лова олюторской сельди кошельковыми неводами и дрифтерными сетями в октябре 1936 года. Первый дрейф приобретенного в Японии деревянного дрифтера «Ударник» принес всего 80 штук сельди на 20 поставленных сетей, но буквально со следующих выходов лов наладился. Вскоре в вершине бухты был построен Новоолюторский рыбокомбинат, занимавшийся заготовкой олюторской сельди.
Во второй половине 1930-х годов обсуждался вопрос о строительстве закрытого порта для судов, обслуживающих восточное побережье Камчатки севернее Усть-Камчатска. Его создание помогло бы снизить убытки от простоев судов, невывоза продукции и потери качества. В 1936 году экспедиция Народного комиссариата пищевой промышленности выбрала для этого бухту Южную Глубокую (как альтернатива рассматривался вариант с портом в бухте Сибирь и нефтебазой в соседней бухте Скобелева). Против этой идеи выступил известный капитан флота АКО Е. Д. Бессмертный, считавшей бухту Южную Глубокую неудобной для такой цели, поскольку бухта не защищена от восточных ветров и опасной для судов зыби. Кроме того, высокие сопки вокруг бухты помешали бы прокладке сухопутных путей, а горный ручей, из которого суда бункеровались водой, замерзал зимой. Конец дискуссии положила Великая Отечественная война — порт вообще не был построен.
В 1955 году Новоолюторский рыбокомбинат был передан в подчинение Корфскому рыбокомбинату (посёлок Корф). В 1975 году, после запрета промысла олюторской сельди (из-за обвального снижения запасов), комбинат в Южной Глубокой и посёлок были заброшены, сохранились развалины.
В разное время в разных местах побережья бухты также возводились строения баз рыбколхоза им. Горького (центральная усадьба в селе Тиличики), рыбколхоза им. Ленина (центральная усадьба в селе Вывенка), Корфовского рыбокомбината (центральная усадьба в посёлке Корф). Все базы ныне заброшены, остались развалины.
| 1. 2. 3. 4. 5. 6. 7. 8. 9. 10. 11. |